# Rainer Liedtke (Mediziner)
Rainer Kurt Liedtke (* 16. September 1943 in Königsberg; † 15. September 2012 in Grünwald) war ein deutscher Arzt, Wissenschaftler und Unternehmer. Seine Tätigkeitsschwerpunkte waren Theorie und Praxis biomedizinischer Informationssysteme, medizinische Innovationen, neue Therapien von Schmerz, Stress und Zelldegeneration.

## Leben
Liedtke schloss ein Studium der Humanmedizin an der Universität Bonn ab. Für seine Promotion am Institut für physiologische Chemie der Universität Bonn befasste er sich mit biochemischen Studien zu DNA und RNA und war wissenschaftlicher Assistent am Institut für Pharmakologie der Universität Bonn. Seine berufliche Tätigkeit umfasst mehrere Jahre als Krankenhausarzt (u. a. Frauenklinik der Universität Bonn) und Forschung u. a. als Projekt der Deutschen Forschungsgemeinschaft, danach hatte er leitende Funktionen in der pharmazeutischen Industrie (u. a. Direktor klinische Forschung bei Squibb, medizinischer Direktor bei E. Lilly) inne, war parallel dazu tätig als Universitäts-Lehrbeauftragter für Pharmakologie (u. a. Institut für Pharmakologie der Universität Regensburg), hielt zudem Gastvorlesungen (Pharmakologie) u. a. an der Universität Frankfurt. Er war Gründer mehrerer Firmen (u. a. American Pharmed Labs, inzwischen umbenannt in EpiCept) sowie einige Jahre deren Chairman & CEO. Liedtke war Mitglied mehrerer wissenschaftlicher Fachgesellschaften in den Bereichen Pharmakologie, Endokrinologie, Biologische Chemie.

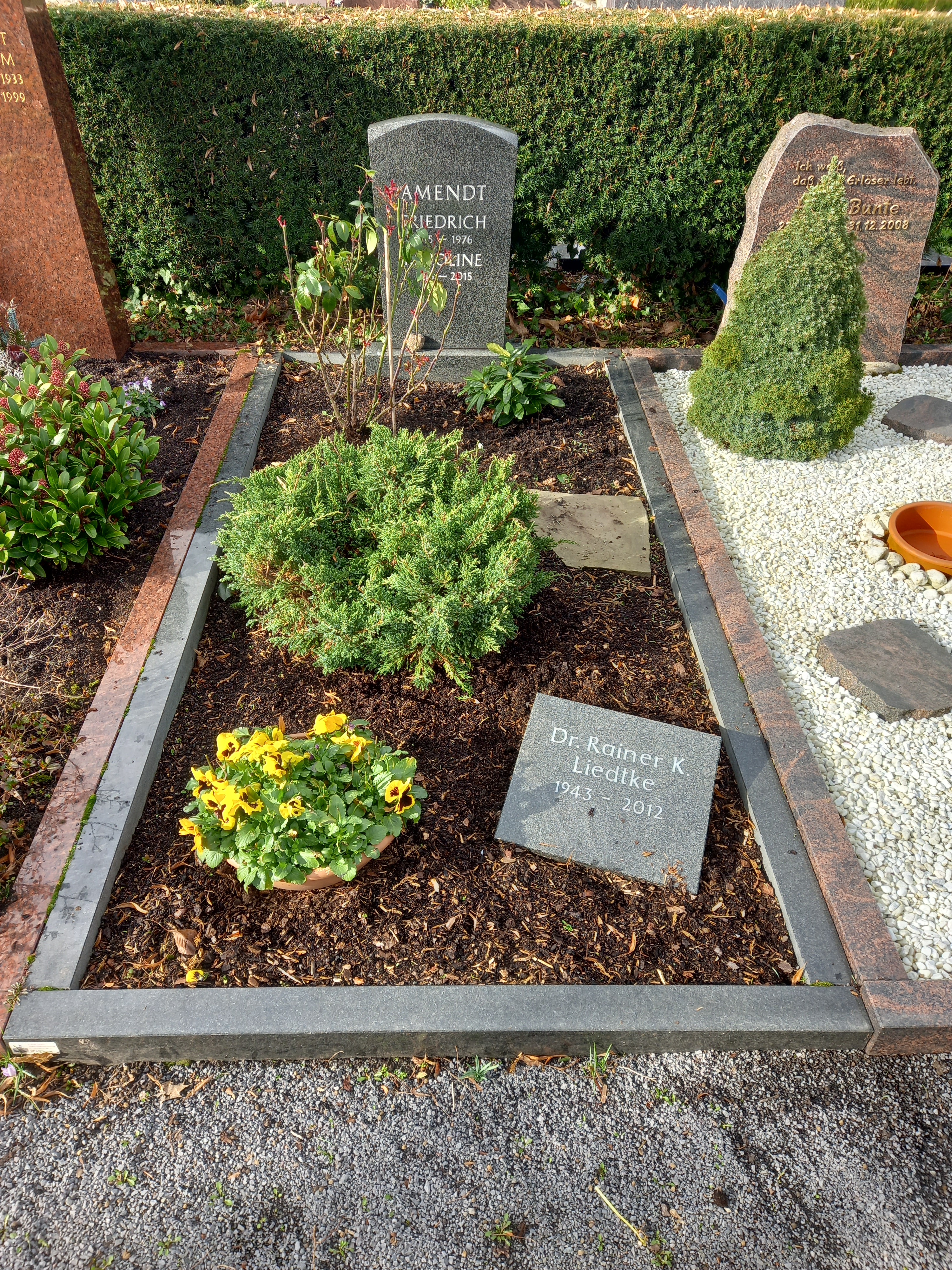
Das Grab von Rainer Liedtke auf dem Friedhof Mehlem in Bonn

Rainer Liedtke starb 2012 in Grünwald.

## Erfindungen und medizinische Entwicklungen
Diese umfassen u. a. biomedizinische Informationssysteme und eine Anzahl neuer Therapien: unter anderem die transdermale hormonelle Kontrazeption (1988) und deren erstmaliger klinischer Beleg (mit L. Wildt, Universität Erlangen); ein bioinformatisches Konzept für die topisch transdermale Therapie von neuromuskulärem Schmerz mittels Natriumkanal-Blockern (1993/94) sowie dessen erste klinische Belege zur Wirksamkeit bei Rückenschmerz und postoperativem Schmerz (1995), dazu das erste Marktprodukt dieser Art in den USA (Lidopain). Ein auf gleichem Konzept basierendes US-Markt-Produkt (Lidoderm) ist für postherpetischen Schmerz zugelassen.
Weitere Entwicklungen: Transdermale Betablocker-Pflaster und deren erstmalige klinische Wirkbelege bei Hypertonie (mit W. Vetter, Universität Zürich, H. Vetter, Universität Bonn, W. Zidek, Universität Münster (1987)) und bei Angina Pectoris (1988; mit J. Bonelli, F. Gazo, Universität Wien, Übersicht und zusammengefasste Befunde in einem Sonderband ‘Arzneimittelforschung’ 1989). Insulin-Transdermalpflaster, als Alternative zu Injektionen; erstmalige Belege präklinisch (mit K. Suwelack, Karlfried Karzel; Universität Bonn (1990)) und klinisch bei Typ II Diabetikern (mit M. Sorger, H. Vetter; Universität Bonn (1990). Antidepressive Effekte des Neurohormons Oxytocin. Vorhersage solcher Effekte zunächst aus einem neuen biokybernetischen Modell (1998/99), danach experimentell bestätigt (2000; I. Neumann, Universität Regensburg, R. Landgraf, Max-Planck-Institut, M. Ludwig, Universität Edinburgh

 Modell eines zellulär pathogenetischen Mechanismus der Arteriosklerose (2006). Derzeitige Entwicklungen. „Intelligente“ Informationssysteme, neue allgemeine Schmerz-Theorie Klärung zum Wirkmechanismus von NSAID Schmerzmitteln und deren Ursache für vermehrte Herzinfarkte und Schlaganfälle.

## Veröffentlichungen (Auswahl)
- Einführung in die Arzneimitteltherapie. Grundlagen der allgemeinen Pharmakologie für Mediziner, Zahnmediziner und Pharmazeuten. 2. erw. Aufl. G. Fischer, Stuttgart / New York 1985, ISBN 3-437-00425-5.
- als Hrsg.: Wörterbuch der Arzneimitteltherapie (Klinische Pharmakologie für Mediziner und Pharmazeuten). 2. erw. Aufl. G. Fischer, Stuttgart / New York 1985, ISBN 3-437-10959-6.
- mit Karlfried Karzel Allgemeine Pharmakologie. In: D. Adam (Hrsg.): Handbuch für den Pharmareferenten. Band 1. 1977; 2. Auflage. G. Fischer, Stuttgart / New York 1984, ISBN 3-437-00423-9, S. 289–345.
- kritische Stellungnahmen zu neuen biologischen Entwicklungen (u. a. Genomik, Gen Food), auch in einem eigenen Fachblog blog.newlife-online.de Artikel zu Arzneimitteln und Therapie.